# النجم الرياضي الوسلاتي
النجم الرياضي الوسلاتي هو فريق كرة قدم تونسي تأسس عام 1962 في مدينة الوسلاتية، ولاية القيروان يلعب هذا الفريق في الرابطة التونسية الثالثة لكرة القدم مستوى أول في موسم 2020 - 2021.

## وصلات خارجية
- صفحة النجم الرياضي الوسلاتي على موقع كوووة.
- الموقع الرسمي للجامعة التونسية لكرة القدم.